# Múte Bourup Egede
Múte Inequnaaluk Bourup Egede (11 de març de 1987) és un polític groenlandès que exerceix com el setè primer ministre de Groenlàndia, càrrec que ocupa des de l'abril de 2021. Ha estat membre de l'Inatsisartut, el parlament de Groenlàndia, des del 2015, i com a president del partit Inuit Ataqatigiit des del 2018. Ha demanat que Groenlàndia obtingui la seva independència de Dinamarca i ha format part del treball en una constitució per a una Groenlàndia independent.

## Primers anys
Egede va néixer a Nuuk però va créixer a Narsaq, al sud de Groenlàndia. Va acabar els seus estudis secundaris a Qaqortoq abans de començar a estudiar història cultural i social a la Universitat de Groenlàndia el 2007. Entre 2011 i 2012, va ser el vicepresident de KISAQ, la Societat Acadèmica d'Estudiants Groenlandesos. No va acabar els estudis, va abandonar l'any 2013 per fer-se càrrec d'una empresa familiar de farratges dirigida pel seu pare.

## Carrera
El 2007, Egede va ser membre del parlament jove groenlandès, l' Inuusuttut Inatsisartui. Des del 2013 fins al 2015 va ser el president de l'Inuusuttut Ataqatigiit, l'ala juvenil de l'Inuit Ataqatigiit.
En les eleccions generals daneses de 2015, Egede va ser candidat al Folketing per a l'Inuit Ataqatigiit. Va obtenir 2.131 vots, que no van suficients per aconseguir un escó al parlament.
Entre el 2016 i el 2018, Egede va exercir com a ministre de Matèries Primeres i Mercat de Treball, on simultàniament, durant tres mesos el 2017, va ser ministre en funcions de Municipis, Cases, Barris, Infraestructures i Habitatge.
L'1 de desembre de 2018 va ser elegit president de l'Inuit Ataqatigiit, succeint Sara Olsvig. Va liderar el partit en les eleccions generals groenlandeses de 2021, en què va obtenir el 36,6% dels vots, convertint-se en el partit més important al parlament. Amb 3.380 vots personals, Egede va ser el candidat amb més vots personals de les eleccions, rebent més de 1.500 més que el primer ministre en exercici, Kim Kielsen, del partit Siumut.
El 16 d'abril es va anunciar que IA havia format una coalició amb Naleraq amb un Naalakkersuisut de 10 membres. Atassut, que va obtenir dos escons, va anunciar que si bé no entraria en una coalició independentista donaria suport a la coalició.
Va ser proclamat primer ministre de l'Inatsisartut el 23 d'abril de 2021. Egede és el primer ministre més jove de Groenlàndia.
Va formar un nou govern l'abril de 2022. En resposta a la polèmica en curs sobre el cas espiral, Egede va acusar Dinamarca de cometre un crim de genocidi a Groenlàndia.

## Política i ideologia
Egede és el president de l'Inuit Ataqatigiit, que és un partit polític socialdemòcrata de Groenlàndia. Igual que el partit, Egede és un defensor de la independència de Groenlàndia .

## Vida personal
Egede té dos fills amb la seva antiga parella.